# Dibattito Copleston-Russell
Il dibattito Copleston-Russell fu una discussione sull'esistenza di Dio tra Frederick Copleston e Bertrand Russell trasmesso dall'emittente radio britannica BBC Third Programme il 28 gennaio 1948 e replicato nuovamente nell'aprile 1959.

## Descrizione
Il dibattito fu incentrato su due punti: la parte metafisica e gli argomenti morali relativi all'esistenza di Dio.
Secondo Graham Oppy e Nick Trakakis, le argomentazioni utilizzate in questo dibattito rappresenterebbero quelle presentate dai teisti e dagli atei nella seconda metà del XX secolo. In particolare, l'approccio di Russell ebbe riscontro nel pensiero degli atei sul finire del XX secolo.
Un testo della trasmissione moderata da Michael Polanyi apparve nell'ultimo numero dell'autunno 1948 dell'Humanitas, una rivista trimestrale universitaria che fu pubblicata per un breve periodo. Esso fu ristampato nell'edizione britannica di Why I Am Not A Christian and Other Essays on Religion and Related Subjects di Russell (dal 1957) e da allora in numerose antologie.

## Contenuto
Nel dibattito radiofonico del 1948, Copleston assunse la posizione secondo cui l'esistenza di Dio potesse essere provata filosoficamente. La posizione di Russell era quella di un agnostico (nel senso in cui sia lui che Copleston intendevano il termine) poiché pensava che si potesse dimostrare la non-esistenza di Dio. Se Russell fosse agnostico o ateo è una questione che aveva già affrontato nel 1947. Parlando con altri filosofi, aveva detto che si sarebbe identificato come agnostico. Ma per "l'uomo comune della strada" si sarebbe identificato come un ateo che pensava che il Dio cristiano non abbia più probabilità di esistere degli dei olimpi dell'antica Grecia e non pensava che tale Dio fosse "sufficientemente probabile da meritare una seria considerazione".
Copleston sostenne che l'esistenza di Dio potesse essere provata dalla contingenza del creato e ritenne che solo questa esistenza divina avrebbe potuto dare un senso all'esperienza morale e religiosa dell'uomo:
Russell, tuttavia, definì entrambi gli argomenti poco convincenti. Egli replicò che l'argomento di Copleston dalla contingenza era un errore e che esistevano spiegazioni migliori per giustificare l’esperienza morale e religiosa umana: